# Sala de Concertos de Gotemburgo
A Sala de Concertos de Gotemburgo (em sueco Göteborgs konserthus) está situada na praça Götaplatsen, juntamente com o Museu de Arte de Gotemburgo e o Teatro Municipal de Gotemburgo.

A arquitetura exterior é no estilo funcionalista, mas o interior tem um estilo modernista.

O edifício foi projetado pelo arquiteto Nils Einar Ericsson tendo sido inaugurado em 1935.

O auditório principal – a Stora salen - tem um interior acolhedor em madeira trabalhada, com 1247 lugares, e goza de uma reputação de alta qualidade  [carece de fontes?]. Um salão menor – a Stenhammarsalen – é também  usado para concertos de música rock. O vestíbulo do edifício está decorado com  móveis artísticos e grandes quadros.

A Sala de Concertos é a sede da Orquestra Sinfónica de Gotemburgo – a orquestra nacional da Suécia.